# Acora (distrito)
Acora é um distrito do Peru, departamento de Puno, localizada na província de Puno.

## História
Em 1854 se crea o distrito d'Acora.

## Alcaides
- 2011-2014: Gerónimo Cutipa Cutipa.
- 2007-2010: Iván Joel Flores Quispe.

## Festas
- Natividade de Nossa Senhora

## Transporte
O distrito de Acora é servido pela seguinte rodovia:
- PE-3S, que liga o distrito de La Oroya à Ponte Desaguadero (Fronteira Bolívia-Peru) - e a rodovia boliviana Ruta 1 - no distrito de Desaguadero (Região de Puno)[1][2][3]